# Marian Dylewski
Marian Dylewski, herbu Oksza (ur. w 1812, zm. 12 maja 1873 w Przemyślu) – prawnik, adwokat, poseł na Sejm Ustawodawczy w Kromieryżu.

## Życiorys
Ukończył studia na wydziale prawa uniwersytetu we Lwowie, gdzie otrzymał tytuł doktora praw (1837). W latach 1838–1840 pracował jako adiunkt w prokuraturze kameralnej we Lwowie. Podejrzewany o udział w polskich nielegalnych organizacjach niepodległościowych w latach 1842–1844 był więziony, w 1845 skazany na karę więzienia i ostatecznie ułaskawiony przez cesarza. Uczestnik powstania 1846. W latach 1846–1851 pracował jako prawnik we Lwowie. Od 1851 do 1855 był adwokatem przy Sądzie Obwodowym w Stanisławowie.
Aktywny politycznie w okresie Wiosny Ludów, członek Komitetu Narodowego we Lwowie (1848). Członek deputacji adresowej Komitetu do Wiednia. Następnie był posłem na Sejm Ustawodawczy w Wiedniu i Kromieryżu (10 lipca 1848 – 7 marca 1849), wybranym z okręgu wyborczego miasto Lwów 2. W parlamencie należał do „Stowarzyszenia” skupiającego demokratycznych posłów polskich. Od 28 listopada 1848 członek Komisji Konstytucyjnej, zastąpił w niej Franciszka Smolkę wybranego wówczas na prezydenta Lwowa.
Ziemianin, od 1849 współwłaściciel majątku Rolów z Bojarami, w pow. drohobyckim. Członek Galicyjskiego Towarzystwa Gospodarskiego (1856-1868). Członek Wydziału Okręgowego w Drohobyczu Galicyjskiego Towarzystwa Kredytowego Ziemskiego we Lwowie (1869-1872). Członek powiatowej komisji szacunkowej podatku gruntowego w Drohobyczu (1871-1872).
Związany z Polskim Stronnictwem Demokratycznym. W latach 1868–1873 członek Rady Powiatu z grupy większej własności oraz prezes (1868-1870) i zastępca członka (1872) Wydziału Powiatowego  w Drohobyczu.

## Rodzina i życie prywatne
Urodził się w rodzinie ziemiańskiej, syn Wincentego Józefa (ur. 1772) i Jadwigi z Nanowskich. Jego braćmi byli: ksiądz Kazimierz Józef i lekarz Julian Stanisław (1805-1886) zaś siostrami Franciszka Józefa, Marianna, Julia (z męża Maxymowiczową) i Jadwiga (z męża Grąbczewską). Ożenił się z dwukrotnie: pierwszy raz z Teresą z Holzerów z którą miał córki: Helenę (1840-1917, żonę Floriana Ziemiałkowskiego) i Stanisławę (1848-1890, żonę Antoniego Teodorowicza). Po śmierci żony ożenił się powtórnie z Filomeną z Parysów z którą miał córkę Eleonorę (późniejszą Rozborską).